# Minage
Minage, pubblicato nel 2000, è un album (solo CD) della cantante spagnola Mónica Naranjo.

## Il disco
Omaggio di Mónica Naranjo a Mina, include tracce tradotte in spagnolo ed alcuni inediti, contiene anche un duetto con la "Tigre di Cremona" mai pubblicato in Italia.

## Tracce
1. Ahora, ahora (Ancora, ancora, ancora) - 4:36 -
: (Cristiano Malgioglio-Gianpietro Felisatti testo spagnolo: Jose Manuel Navarro)
2. Sobreviviré (Fiume azzurro) - 4:57 -
: (Luigi Albertelli-Enrico Riccardi testo spagnolo: Jose Manuel Navarro)
3. Perra enamorada (Io e te da soli) - 5:00 -
: (Lucio Battisti-Mogol testo spagnolo: Jose Manuel Navarro)
4. Enamorada - 4:21 -
: (Richard Darbyshire-Frank Musker-Matteo Saggese-Walter Turbitt)
5. Que imposible (L'importante è finire) - 4:04 -
: (Cristiano Malgioglio-Alberto Anelli testo spagnolo: Jose Manuel Navarro)
6. Amando locamente (Ancora dolcemente) - 4:34 -
: (Fabio Massimo Cantini-Luigi Lopez-Piero Cassella testo spagnolo: Jose Manuel Navarro)
7. If You Leave Me Now - 3:34 -
: (Mónica Naranjo-Cristóbal Sansano-Graham Stack-John Reid)
8. Inmensidad (L'immensità) - 2:59 -
: (Don Backy-Detto Mariano-Mogol testo spagnolo: Jose Manuel Navarro)
9. Abismo (L'ultima volta) - 5:35 -
: (Fausto Leali-Mamared(Milena Cantù testo spagnolo: Jose Manuel Navarro)
10. Él se encuentra entre tú y yo (con Mina) - 4:43 -
: (Mónica Naranjo-Cristóbal Sansano-Fabrizio Berlincioni-Mauro Culotta)
11. Siempre fuiste mío (Eccomi) - 4:15 -
: (Paolo Limiti-Dario Baldan Bembo testo spagnolo: Mónica Naranjo-Cristóbal Sansano)
12. Mi vida por un hombre (Io vivrò senza te) - 6:31 -
: (Lucio Battisti-Mogol testo spagnolo: Jose Manuel Navarro)
13. Sobreviviré (Fiume azzurro) (Groove Brothers Club Mix) - 4:05 -
: (Luigi Albertelli-Enrico Riccardi testo spagnolo: Jose Manuel Navarro)